# Bela tema
Bela tema (češko Bílá tma) je češkoslovaški črno-beli vojni dramski film iz leta 1948, ki ga je režiral František Čap in zanj napisal tudi scenarij skupaj z Leopoldom Laholo. Temelji na romanu Děti této země Růžene Fischerové, v glavnih vlogah nastopajo Július Pántik, Mária Prechovská in Boris Andrejev. Zgodba je postavljena na konec druge svetovne vojne in prikazuje umik partizanske brigade v slovaške gore, ob tem so prisiljeni pustiti ranjene vojake z zdravnikom, dvema medicinskima sestrama in partizanoma v gozdnem zaklonišču. 
Primerno je bil prikazan 27. avgusta 1948 v čeških kinematografih. Sodeloval je na Mednarodnem filmskem festivalu v Karlovih Varih, kjer je bil nominiran za glavno nagrado kristalni globus, in Mednarodnem filmskem festivalu v Zlínu, kjer je žirija režiserju očitala patetičnost v dialogih in pasivnost nekaterih likov. Čap je očitke ostro zavrnil in kritiziral delo žirije, zato je bil odstavljen in suspendiran. To je bil tako njegov zadnji film posnet na Češkoslovaškem.

## Vloge
- Július Pántik kot Pavel Kafka
- Mária Prechovská kot med. sestra Katka
- Boris Andrejev kot sovjetski partizan Dugin
- Natasa Tanská kot med. sestra Rozka Kafková
- Jozef Budský kot Laco Pánek
- Ladislav H. Struna kot Jan Holesa
- Julius Bartfay kot Jano
- Rudolf Deyl kot Zika
- Vladimír Durdík kot major Mraz
- Zdenek Hodr kot vojak
- Branislav Koren kot partizan
- Jozef Kovác kot Jedlík